# Nicolas Sarkozy
Nicolas Sarkozy (IPA: [nikola saʀkozi]),  kiejtés, teljes nevén Nicolas Paul Stéphane Sarközy de Nagy-Bocsa (Párizs, 1955. január 28. –) apai ágon magyar származású francia jobboldali politikus. Mint az Unió egy Népi Mozgalomért párt (UMP) elnöke, a legesélyesebb jelöltként indult a 2007-es franciaországi elnökválasztáson. 2007. május 6-án a szavazatok közel 53%-át megszerezve lett a Francia Köztársaság 23. elnöke (illetve ex officio – hivatalából eredően – Andorra társhercege). Hivatalát 2012. május 15-ig viselte. Sarkozyt 2011-ben az Aranygyapjas Rend lovagjává ütötte I. János Károly spanyol király.
Ellenfelei és támogatói is gyakran használják rá a rövidített Sarko (ejtsd: szárko) nevet. Magyar beszélt nyelvi szövegekben – francia születése ellenére – családnevére gyakori a „Sárközi” ejtés.

## Magánélete

### Családi háttere
Édesapja, nagybócsai Sárközy Pál 1928-ban született Budapesten magyar kisnemesi családban, amely földeket és egy kúriát birtokolt a Jász-Nagykun-Szolnok vármegyei Alattyánban. A „Nagybóchai Sárközy” család 1628. szeptember 10-én szerzett vitézségért nemesi oklevelet II. Ferdinándtól, amit Hont vármegyében hirdettek ki. A nemességszerző Sárközy Mihály a Hont vármegyei Koháry család katonai kíséretébe tartozó vitézként lett armális nemes. Kapcsolata a főnemesi családdal a későbbi évszázadban is fennállt, amikor a hadi események csökkentével a szintén Mihály nevű fia 1660-ban Kecskemétre költözött és marhakereskedelemmel kezdett foglalkozni. A Koháry család ez időben erősítette meg birtokosi fennhatóságát Kecskemét mezővárosa felett. A 18. században a család három kecskeméti főbírót adott a városnak. Ez időben vásárolta a család a nemesi előnevet adó nagybócsai pusztákat. A marhakereskedelem gazdasági jelentőségének hanyatlásával a család későbbi tagjai részben gazdálkodással foglalkoztak, részben jogi végzettséggel a vármegyei közigazgatásban (Pest-Pilis-Solt, Heves, Komárom) vállaltak szerepet, több szolgabírót, táblabírót adva az egyes vármegyéknek.
Nagyszülei, ifj. Sárközy György (1896–1948) és csáfordi Tóth Katinka Alattyánban birtokoltak egy kb. 200 hektáros földet és egy kúriát, azonban 1934-ben, a nagy gazdasági világválság okozta inflációs időkben, mindkettőtől kénytelenek voltak megválni. Már a dédapa, id. Sárközy György (1862–1933) is Szolnok város közigazgatásában dolgozott, számvevő tiszt, majd tanácsnok, fia, ifj. Sárközy György is apja nyomdokaiba lépett, a városi adminisztrációban végül kulturális és városfejlesztési alpolgármestereként tevékenykedett, amíg az 1930-as években egy pénzügyi botrány véget nem vetett politikai karrierjének. Nicolas Sarkozy közigazgatás iránti affinitása tehát családi tradíciókon alapul.
Anyai ágon a család Görögországból áttelepült szefárd zsidók; dédapja ékszerész volt Szalonikiben, nagyapja pedig urológus-sebész Franciaországban.
Amikor 2004-ben pénzügyminiszterként Nicolas Sarkozy Magyarországon járt, semmilyen utalást nem tett magyar származására. A 2007-es elnökválasztási kampányban magyar származása miatt több támadás érte, főleg a francia szélsőjobb vezére, Jean-Marie Le Pen részéről.

### Szülei
Édesapja nagybócsai Sárközy Pál 1948. július 25-én emigrált Magyarországról. Párizsban élő anyjához kívánt utazni, Ausztrián és Németországon keresztül. Baden-Badenben a konzulátuson vízumkérelmét elutasították, ezért belépett a Francia Idegenlégióba, hogy így jusson be Franciaországba. Innen újoncként pár nap múlva Marseille-be küldték, ahol a történetét megismerő katonaorvos megszánta, és egészségileg alkalmatlannak nyilvánította, így november 29-én már Párizsba indulhatott. Nevét Paul Sarkozy de Nagy-Bocsára franciásította.
Civilként a reklámszakmában helyezkedett el. Megismerkedett Andrée Mallah-val, egy Szalonikiből emigrált párizsi zsidó orvos leányával, aki ebben az időben egyetemistaként jogi tanulmányokat folytatott. 1949-ben összeházasodtak. Ebből a házasságból született 1955-ben Nicolas Sarkozy. Két testvére közül Guillaume (1952) textilgyáros, François (1957) pedig orvos, gyermekgyógyász, később biológus lett.
1959-ben az apa elhagyta családját, ezért édesanyjuk, hogy el tudja tartani gyermekeit, kénytelen volt befejezni megkezdett tanulmányait. A nanterre-i bíróságon lett ügyvéd. A villarceaux-i perben vált ismertté, amely az 1970-es évek egyik legnagyobb francia politikai, ingatlanügyi botránya volt.
Paul Sarkozy még háromszor nősült. A második házasságából két gyermeke született, Caroline és Olivier.

### Gyermekkora

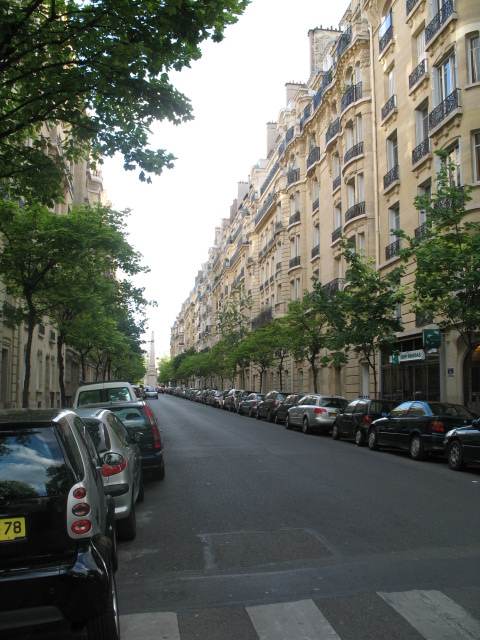
Utca Neuilly-ben

Nicolas Sarkozy gyermekkorát a párizsi XVII. kerületben és Neuilly-sur-Seine-ben töltötte. A Saint Louis de Monceau magángimnáziumba járt, ahol nem volt jó tanuló. Édesanyja kérésére évet is ismételt. Végül 1973-ban mégis megszerezte érettségi bizonyítványát.
Nagybócsai Sárközy Pál nem tanította meg gyermekeit magyarul, és nem próbálta átadni nekik a magyar hagyományokat. Nicolas szerint édesapja túl kis országnak tartotta Magyarországot, és értéktelennek vélte a magyar nyelvet és kultúrát a modern világban.
Apja nem csak hazájához volt hűtlen, exfeleségétől és három fiától is megtagadta a pénzügyi segítséget, bár időközben reklámügynökséget alapított és meggazdagodott. A család egy kis lakásban élt a XVII. kerületben, amelynek tulajdonosa az anya édesapja, Benoît Mallah volt. Később a kerület szomszédságában, a Párizs nyugati határán kívül elterülő Neuilly-sur-Seine-be költöztek, Franciaország leggazdagabb községébe (franciául commune). Sarkozy szerint megrögzött gaullista nagyapja nagyobb hatást gyakorolt rá, mint apja, akit ritkán látott. Nagyapja születésre szefárd zsidó volt, de katolizált, így Sarkozy otthon katolikus neveltetést kapott. Testvéreihez hasonlóan ma is gyakorolja katolikus vallását.
Sarkozy elmondása szerint az, hogy apja elhagyta őket, jelentős hatást gyakorolt életére és gondolkodására. Kisfiúként és tinédzserként kisebbrendűségi érzései voltak gazdag osztálytársaival szemben. Ebben az időben nem érezte magát teljesen franciának (egy alkalommal apja állítólag azt mondta neki, hogy egy Sarkozy sohasem lehet Franciaország elnöke, mert ilyen dolgok csak az Egyesült Államokban történnek), ráadásul testileg kisebb, valamint szegényebb is volt a környékükön lakó kortársainál. Jelentős neheztelés élt benne apja iránt. „A sok gyermekkori megaláztatás tett azzá, ami ma vagyok” – mondta később.

### Családi élete
1982. szeptember 23-án vette feleségül Marie-Dominique Culiolit, egy vicói (Korzika) gyógyszerész lányát. Két fiuk született: Pierre (1985) és Jean (1987). Házassági tanújuk a prominens jobboldali politikus – később Sarkozy politikai ellenfele – Charles Pasqua volt. 1996-ban elváltak, miután akkor már évek óta külön éltek.
Sarkozy Neuillyben, 1984-ben találkozott először Cécilia Ciganer-Albéniz-vel (Isaac Albéniz zeneszerző ükunokájával), amikor – polgármesterként – hozzáadta őt Jacques Martin televíziós műsorvezetőhöz. A korábbi modell és PR-ügynök 1988-ban elhagyta férjét Sarkozyért, majd egy évvel később el is vált tőle és 1996 októberében Sarkozyhez ment hozzá. Az esküvői tanúk Martin Bouygues és Bernard Arnault üzletemberek voltak. Közös fiuk, Louis 1997. április 23-án született.
2002 és 2005 közt a pár gyakran jelent meg együtt nyilvánosan és Cécilia Sarkozy fő segítőtársának tűnt. 2005. május 25-én azonban a svájci Le Matin megírta, hogy Cécilia elhagyta Sarkozyt a francia-marokkói Richard Attias, a New York-i Publicis kommunikációs ügynökség vezetője kedvéért. Ugyanebben az időben kiderült, hogy Sarkozynek a Le Figaro újságírónőjével, Anne Fuldával volt viszonya.
2006 elején Sarkozy nyilvános célzásokat tett arra, hogy felesége visszatért hozzá az Egyesült Államokból. 2007. október 18-án azonban az elnöki hivatal már arról számolt be, hogy közös megegyezéssel (divorce par consentement mutuel) elváltak. (Válókeresetet Cécilia az elnöki mentesség miatt nem is nyújthatott volna be.)
2007. december 17-én a L’Express közölt fotókat, amelyeken Sarkozy együtt volt látható a párizsi Disneylandben Carla Bruni modellel. A pár együtt töltötte a karácsonyt Egyiptomban, majd 2008. január 8-án a nyilvánosság kizárásával házasságot kötöttek.

### Tanulmányai
A Cours Saint-Louis de Monceau közép- és felsőiskolába járt a 17. kerületben, ahol közepes tanuló volt. Később azonban jogi doktorátust szerzett a Párizs-Nanterre-i Egyetemen. Járt a Párizsi Politikai Tanulmányok Intézetébe is (Institut d'Etudes Politiques de Paris, vagy Sciences Po), de nem fejezte be (riválisa, Ségolène Royal itt végzett). Miután letette vizsgáit, a francia üzleti jogra szakosodott ügyvéd lett.

## Politikai pályafutása

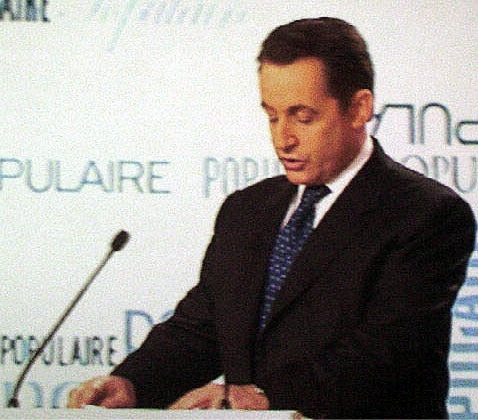
Pártja kongresszusán

### Általános információk
Politikusi és szónoki képességeit a jobb- és baloldalon egyaránt elismerik. Támogató karizmáját és politikai találékonyságát és újító képességeit hangsúlyozzák: gyakran volt képes drámai fordulatokat előidézve követ dobni a politikai állóvízbe. Sokak szerint amerikai típusú gazdasági reformokat szeretne, szakítva a hagyományos francia társadalmi és gazdasági felfogásokkal. Általában véve is valamivel inkább Amerika-barátnak tartják a francia politikusok többségénél.
2004 novembere óta az Unió egy Népi Mozgalomért (UMP, Union pour un Mouvement Populaire), Franciaország legjelentősebb jobboldali pártja elnöke. Dominique de Villepin kormányában belügyminiszteri posztot tölt be, ugyanakkor címzetes államminiszter, ami azt is jelenti, hogy az elnök (Jacques Chirac) és a miniszterelnök után az ország harmadik emberének számít. Miniszteri feladataihoz tartozik a törvényvégrehajtás és a kormány és a helyi önkormányzatok közti koordináció. Korábban már számos egyéb kormányzati posztot töltött be.

### Pályája
Politikai pályája 22 éves korában kezdődött, amikor Neuilly-sur-Seine, a gazdag párizsi külváros képviselőtestületének tagja lett. Az újgaullista Rassemblement pour la République (RPR, „Egyesülés a Köztársaságért”) színeiben a város polgármesteri székébe emelkedett, miután 1983-ban meghalt az addigi városvezető, Achille Peretti. Sarkozy, Peretti titkárának fiaként, közel állt a polgármesterhez. Az RPR egyik vezető politikusa, Charles Pasqua, maga akarta volna megszerezni a polgármesteri széket és megkérte Sarkozyt, hogy szervezze meg a kampányát, ő azonban Pasqua átmeneti betegségét kihasználva maga lépett a helyére. Ezzel ő lett az 50 000-nél több lakosú francia városok valahavolt legfiatalabb polgármestere. Ezt a posztot egészen 2002-ig tartotta meg. 1988-ban a Nemzetgyűlés képviselőjévé is választották.

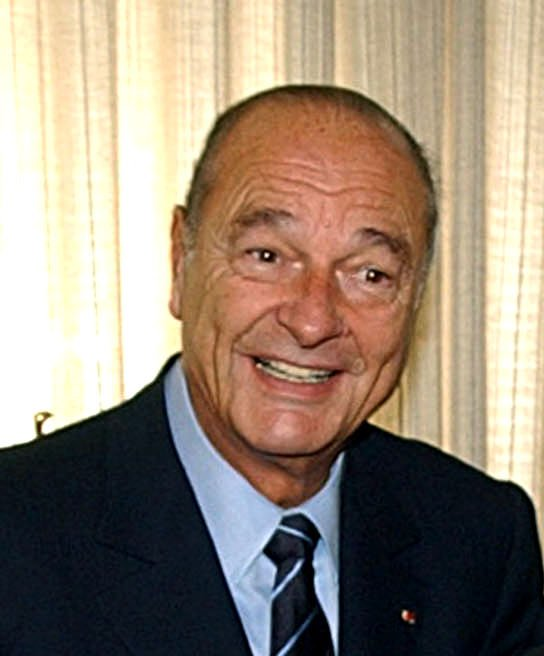
Jacques Chirac, 2004

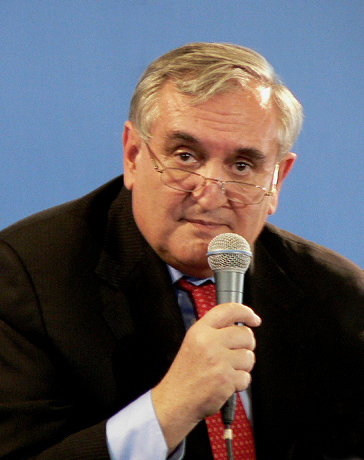
Jean-Pierre Raffarin

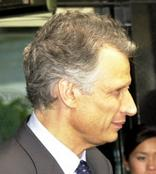
Dominique de Villepin

1993-ban az országos sajtó fókuszába került, amikor személyesen kezelte az „Emberi Bomba” néven elhíresült túszügyet Neuilly-ben: egy férfi egy óvodában gyermekeket ejtett túszul, de még aznap megölték a RAID nevű rendőri egység tagjai.
1993-tól 1995-ig költségvetésügyi miniszter volt és Édouard Balladur miniszterelnök kabinetjének szóvivője. Karrierjének kezdeti szakaszában végig Jacques Chirac protezsáltjának tekintették. 1995-ben azonban hátat fordított Chiracnak és helyette Balladurt támogatta az elnökválasztáson. Miután Chirac nyert, elvesztette miniszteri posztját és a hatalom körein kívül találta magát. Sokan vélik azóta is, hogy akkori viselkedését Chirac árulásnak tartotta és emiatt gyűlölte Sarkozyt.
Az 1997-es francia parlamenti választások után azonban, amelyet a jobboldal elvesztett, az RPR második embereként tért vissza és Chirac annak ellenére kinevezte belügyminiszternek a Jean-Pierre Raffarin vezette kormányba, hogy kettejük viszonyát rossznak gondolták. Miután Chirac július 14-én beszédet tartott a közlekedésbiztonságról, Sarkozy jogszabályokat fogadtatott el sebességellenőrző kamerák tömeges beszerzéséről és a közúti biztonságról.
A 2004. március 31-i kormányátalakításkor a pénzügyi tárca vezetését kapta meg. A feszültség közte és Chirac közt, illetve az új jobboldali kormánypárton, az UMP-n belül nőtt, mivel világossá vált, hogy Alain Juppé lemondása után Sarkozy a párt vezetésének megszerzését tűzte ki célul. Az is egyre világosabbá vált, hogy ezt a pozíciót ugródeszkának szánja a 2007-es elnökjelöltség megszerzéséhez. A France-2 tévécsatornán ebben az időben hangzott el Sarkozy egyik leggyakrabban idézett mondata, miután megkérdezték tőle, gondol-e az elnökválasztásra, amikor reggel borotválkozik. „Nem csak borotválkozáskor” – mondta Sarkozy.
2004 novemberében az UMP a szavazatok 85%-ával pártelnöknek választotta. Chirackal kötött megegyezése értelmében ekkor lemondott miniszteri posztjáról. A pártot megválasztása előtt megosztotta emelkedése és emiatt nagy politikai csata folyt a „sarkozisták”, mint Brice Hortefeux, és a „chiracisták”, mint Jean-Louis Debré között.
2005 februárjában Chiractól megkapta a legmagasabb francia állami kitüntetést: a francia Becsületrend lovagja lett. 2005. március 13-án újraválasztották nemzetgyűlési képviselőnek (miniszteri megbízatása elnyerésekor 2002-ben a francia alkotmány szerint le kellett mondania képviselői mandátumáról.
2005. március 31-én a legnagyobb francia rádiócsatorna, a France Info azt a pletykát jelentette, hogy Sarkozyt újra belügyminiszternek nevezik ki Dominique de Villepin kormányában és ehhez még UMP-elnöki tisztségéről sem kell lemondania. Június 2-án, a kormánylista nyilvánosságra hozásakor ezt megerősítették.

### A Raffarin-kormányban

#### Első belügyminisztersége
A Raffarin kormányban betöltött első belügyminiszteri hivatala vége felé, 2004 elején, egy közvéleménykutatás szerint Sarkozy Franciaország legszeretettebb és egyben a leggyűlöltebb jobboldali politikusa volt. A bűnözés elleni erős kezű politikája, vagyis az utcai rendőrjelenlét emelése és a havonta kért bűnözést érintő rendőrségi eredménykimutatás bevezetése egyes körökben népszerű volt, más körökben népszerűtlen.
Kiterjesztette a 2003-ban kezdeményezett belbiztonsági törvénnyel elkezdett és a Perben törvénnyel befejezett, addig csak szexuális bűnözőkre érvényes kötelező DNS-mintavételt és kartotékolást egy-két kivétellel más törvényszegőkre is. Ezzel kapcsolatban az a kritika érte, hogy ez a polgári jogok megsértését jelenti és hátrányosan érintheti a lakosság alsóbb rétegeit.
A francia Gilles de Robien közlekedésügyi miniszterrel együtt a maximális sebesség szigorúbb betartására megsokszorozta az automatikus radar sebességmérő fényképezőgépek alkalmazását, ami 2002 és 2006 között a halálos kimenetelű közúti balesetek számának drámai, 34%-os csökkenését eredményezte.
Sarkozy próbálta enyhíteni az olykor feszült viszonyt a többségi francia népesség és a muzulmán közösség között. A protestánsokkal és katolikusokkal ellentétben a muzulmánoknak nem volt se szervezetük, se megfelelő képviselőcsoportjuk, amely közösségüket a kormány előtt jogilag képviselhette volna. Sarkozy kívánatosnak vélte egy ilyen szervezet létrehozását. Helyeselte és elősegítette a muzulmánok képviseletére 2003-ban (eredetileg 1999-ben) Jean-Pierre Chevènement által kezdeményezett profitmentes Francia Muzulmán Tanács (Conseil français du culte musulman, CFCM) felállítását. Ezzel kapcsolatban javasolta az 1905-ös, vallás és állam szétválasztását kimondó törvény módosítását is, hogy mecset építésére a muzulmánok francia állami segítséget kaphassanak, és ne legyenek külföldi segítségre utalva.
A muzulmán képviselet felállításának elősegítésével egyidejűleg állást foglalt a francia antiszemitizmus és a korzikai nacionalizmus ellen is. Az utóbbi keretében letartóztattatta az akkor négy éve szabad lábon lévő Yvan Colonna korzikai nacionalistát, akit Claude Érignac korzikai prefektus meggyilkolásával vádoltak.

#### Pénzügyminisztersége
Rövid pénzügyminiszteri hivatala alatt (teljes cím: pénzügyi, közgazdasági és iparügyi miniszter) a Sarkozy által kezdeményezett, vagy elősegített határozatok a hagyományos francia dirigisme (beavatkozási politika) és liberalisme (szabadság politika) keverékét képviselték, amely 2004 szeptemberében vegyes kritikát kapott.
- Sarkozy pénzügyminiszteri tevékenysége idején csökkentették az állam France Télécomban való részesedését 50,4%-ról 41%-ra, de a villany- és gázszolgáltató állami vállalatok jogi helyzetét is módosította.
- Sarkozy megerősítette az elődje által 2003-ban hozott határozatot az Alstom általános gépészeti cég bukását mentő részleges állami tulajdonba való vételét illetően. Az állam részlegesen birtokba vette a Areva, főleg az energia iparágában tevékenykedő iparcsoportot is.
- Sarkozy megdorgálta a bankokat és az áruházakat grande distribution áremeléseik miatt és egyezményre lépett az áruházakkal, hogy egyetemesen csökkentsék 2%-os átlaggal a háztartási cikkek árát. Ennek az egyezménynek a sikerét egyesek kétlik, akik szerint az árcsökkentés közelebb volt az 1%-hoz.
- Adózás: Sarkozy sikeresen kezelte as ISF adóval (gazdagokra kivetett szolidaritási adóval) kapcsolatos dilemmát. Ezt az adónemet baloldali politikusok nem változtatták volna meg, míg a jobboldali politikusok (mint például Alain Madelin) egyöntetűen törölni akarták. Sarkozy az adó csökkentését választotta, mert úgy vélte, hogy annak törlését a baloldal a gazdagoknak nyújtott ajándéknak tekintené.

Az ipar és kereskedelem fellendítésére célozva ideiglenesen (2004. június 10-e és 2005. május 31-e között és később 2005 végéig) 20 000 euróra emelte a gyermekeknek és unokáknak szánt pénzbeli ajándékok adómentességét.
Az UMP párt elnökévé való megválasztását követő napon lemondott hivataláról.

### A Villepin-kormányban

#### Második belügyminisztersége
Sarkozy a Villepin-kormány belügyminisztereként kezdetben kevesebbet foglalkozott a saját témájával, a törvény betartás és rend fenntartás kérdéseivel, nyilatkozatai szélesebb körű témákat érintettek, inkább az UMP párt vezetője szólalt fel.
Hiába, a 2005-ös zavargás a törvénybetartás kérdését mégis ismét fókuszba hozta. Sarkozy ellen azt a vádat hozták fel, hogy ő volt a lázongás okozója, mert Párizs elővárosában Argenteuil-ben (lásd Argenteuil (Val d'Oise)) az olcsó állami lakásokban (angolul housing projectsben, franciául HLM-ben) élő ifjú törvényszegő csínytevőket, vandálokat csőcseléknek (racaille) nevezte.
Két gyerek (egyesek által balesetnek vélt) halálát, ami a zavargás tulajdonképpeni okozója volt előzőleg már gengsztertevékenységnek tulajdonította. Ezt a kifejezést többen is kritizálták, még saját pártjában is. Ezek között volt a kormány egyik minisztere Azouz Begag (lásd Azouz Begag) is, aki az ifjak azonos szociális előhaladásának előmozdításával (ministre délégué à la Promotion de l'égalité des chances) volt megbízva. Sokan azonban helyeselték a fegyelmezetlen és fegyelmezhetetlen csínytevőkkel való szigorú bánásmódot.
A zavargás után számos kijelentést tett tervezett politikájáról (bevándorlók hasznossági alapon való kiválasztásával és hollétük követésével, valamint az ifjú törvényszegőkkel való bánási móddal kapcsolatban). Körlevélben utasította 2005-ben a helyi prefektusokat, hogy szigorúbban kezeljék azokat akik a franciák biztonságát fenyegetik, úgymint a jogtalan bevándorlókat, ifjú delinkvenseket és az ún. gens du voyage vagyis vándorembereket (akiket talán mi vándorcigányoknak neveztünk volna, de a különbség az, hogy ezek a modern vándorcigányok motorizált lakókocsikon kívül sok más modern berendezéssel is el vannak látva és polgári kötelezettségvállalás nélkül csaknem ott ütnek tanyát, ahol akarnak).

### Működése UMP-elnökként
Sarkozy jelenleg a francia jobboldali UMP pártnak (a szavazatok 85%-val megválasztott) elnöke. Elnökké választása óta a párttagság létszáma jelentősen megnövekedett. Sarkozy 2005-ben az európai közösség alkotmányán való francia népszavazás alkalmával helyeslően szavazott.
A 2005-ös év elejétől fogva Sarkozy radikális francia közgazdaságpolitikai és szociálpolitikai változásokért agitált. A 2005-ös év szeptemberében a Le Monde újságnak adott interjúja alkalmával azt hangoztatta, hogy az elmúlt 30 év alatt a franciákat téves ígéretekkel vezették félre. A következő programot javasolta:
- Egyszerűbb és kedvezőbb adórendszer bevezetése, ami mégis lecsökkenti az adózás alól való kibúvás lehetőségét, és amiben a maximális jövedelmi adó minden sallangjával együtt nem lehet több mint az összjövedelem 50%-a, ami szerinte vissza fogja vonzani Franciaországba azokat a milliomosokat akik a magas adózás miatt külföldre mentek
- A munkanélküli segély csökkentése, vagy teljes elvonása olyan munkanélküliektől, akik elutasítanak minden számukra felajánlott munkát
- Az államadósság csökkentése

Ilyen politikát Franciaországban liberálisnak neveznek, ami a francia laissez-faire kifejezéssel jelzett minimális állami beavatkozás gazdaságpolitika elveit követi. Sarkozyt ultra-liberálisnak címkézték, de ő nem fogadja el ezt a jelzőt, és pragmatikusnak tartja magát.
A bevándorlási rendszert módosító javaslatával ismét nagy vitát okozott. Eszerint új bevándorlási kvóták felállítása olyan jelentkezőknek kedvezne, akiknek szakképzettsége a francia közgazdaság fejlesztéséhez hozzá tudna járulni. Az idegenből jövő Franciaországban tanuló egyetemistákat is aszerint választaná ki, hogy hasznos-e a tanulmányuk Franciaországnak, mert jelenleg sokan olyan tárgyat választanak, amivel csak letelepedésüket segítik elő.
A 2006-os, ún. DADVSI törvény módosítja a francia plágiumjog alkalmazását és Sarkozy helyeselte, hogy a cégek közös használatán alapult ún. peer-to-peer rendszerek tervezői szigorú büntetést kapjanak.

### Vitatott ügyei
Sarkozyt a francia baloldal fekete bestiának (bête noire) tartja, de sok jobboldali is ellenzi politikáját. Kritikusai önkényeskedő demagógnak tartják, aki kész a polgári jogokat politikai célok eléréséért eladni. A baloldal szerint politikája szélsőjobboldali.

#### Kärcher-megjegyzés
Egy feszült helyzetben, amikor egy 11 éves fiút Párizs Courneuve nevű elővárosában lelőttek, azt jelentette ki egy panaszkodó asszonynak, hogy a várost nagy nyomású fecskendős (kocsi)mosóval fogja megtisztítani a csőcseléktől. Ezt a kifejezést a kritikusok támadták, mert szerintük ezzel a túlságosan durva kifejezéssel megsértette a zavargókat.

#### Hatalom megosztása
Rettentő bűncselekmények sajtóban való megjelenésekor mint belügyminiszter szokatlanul vakmerő kijelentéseket tett, ami felháborította azokat, akik ilyen kritikához nem voltak hozzászokva. Az elvben független bírói testület zokon vette, hogy őket egy miniszter, a végrehajtó hatalmi ág képviselője, kritizálhassa és munkájukba beleszólhasson.
Amikor 2005 szeptemberében Pau városában fiatalokat azzal vádoltak, hogy a helyi rendőrséget gyújtogatással támadtak meg, de megfelelő bizonyíték hiányában a vádat elejtették, Sarkozy megfogadta, hogy a bűnösök három hónapon belül el lesznek kapva.
Előzőleg, júniusban kijelentette, hogy megkérdezte az igazságügyminisztert, milyen jövőt szán annak a bírónak, aki valakit ideiglenesen szabadlábra helyezett, és így az illető gyilkosságot tudott elkövetni. Kijelentését kritika érte az ítélőtábla egyes nem csak baloldali hanem mérsékelt tagjai részéről is; érthetően, mert az ideiglenes szabadlábra helyezés ítélete nem egy, hanem három bíró közösen egyetértő határozatának volt az eredménye.
Sarkozy baráti kapcsolatban van a francia üzleti körök számos befolyásos tagjával. Így lettek Martin Bouygues és Bernard Arnault a tanúi házasságkötése alkalmával. Guillaume testvére a MEDEF, a legbefolyásosabb francia üzleti egyesület magas rangú tagja volt, de 2005-ben jelölését az egyesület legmagasabb pozíciójára nem fogadta el arra hivatkozva, hogy nem akarja fivérének politikai karrierjét gátolni.

#### A vallás és az állam
A katolikus Sarkozy az állam és vallás viszonyával kapcsolatos nyilatkozataival is nagy vitákat kavart. 2004-ben megjelent Köztársaság, vallás és remény (La République, les religions, l'espérance) című könyvében vitatta, hogy az ifjúságot nem kellene kizárólag az állam és köztársaság értékeinek becsülése alapján nevelni[forrás?]. Hangoztatta, hogy jónak látná, ha a vallás és az állam közötti űr csökkenne és az iszlám francia társadalomba való integrálása elősegítésének érdekében mecsetek építésére állami segítséget javasolt. Ugyanakkor szigorúan ellenzi a vallásos intézmények által elfogadott külföldről származó anyagi támogatást. Sarkozyt akkor is kritizálták, amikor Tom Cruise franciaországi tartózkodása alatt beszélt vele, ugyanis Cruise a Franciaországban igen veszélyesnek ítélt szcientológia szekta tagja.

#### Iraki háború
Nicolas Sarkozy, majdnem minden francia politikussal egyetemben ellenezte az Egyesült Államok által vezetett iraki inváziót, de kritikusan nézte azt is, ahogyan Jacques Chirac és Dominique de Villepin francia miniszterelnök ezt az ellenérzést kifejezte. A Francia-Amerikai Alapítvány előtt Washingtonban 2006. szeptember 12-én tartott beszédében kritizálta az arrogáns francia magatartást: udvariatlanság az, ha valaki segítőtársait megszégyeníti, mert ez azt a látszatot kelti, hogy kárörömmel nézi azok problémáit. Hozzátette: soha se engedjük meg magunknak a jövőben, hogy nézeteltérésünk krízist okozhasson.
Sokan elítélték Sarkozyt ezért a beszédéért amit Chirac magánkörben szörnyű gyalázatnak nevezett.

#### A csapdavád
Sarkozy 2006. június 13-án utasította a prefektusokat, hogy adjanak letelepedési jogot azoknak az illegálisan Franciaországban tartózkodó családoknak, amelyek már régóta tartózkodnak Franciaországban, feltéve hogy integrálódásukat bizonyítani tudják. Bizonyítani kellett, hogy van lakóhelyük, a családfőnek munkája és keresete van és a gyerekek iskolába járnak. Az engedélyek számát azonban 6000-ben maximálták. A szociális egyesületek tanácsára kb. 25 000 család jelentkezett, a rendőrség pedig minden ilyen családot nyilvántartásba vett, amit egyesek csapdának tekintettek.

## Az elnökválasztás

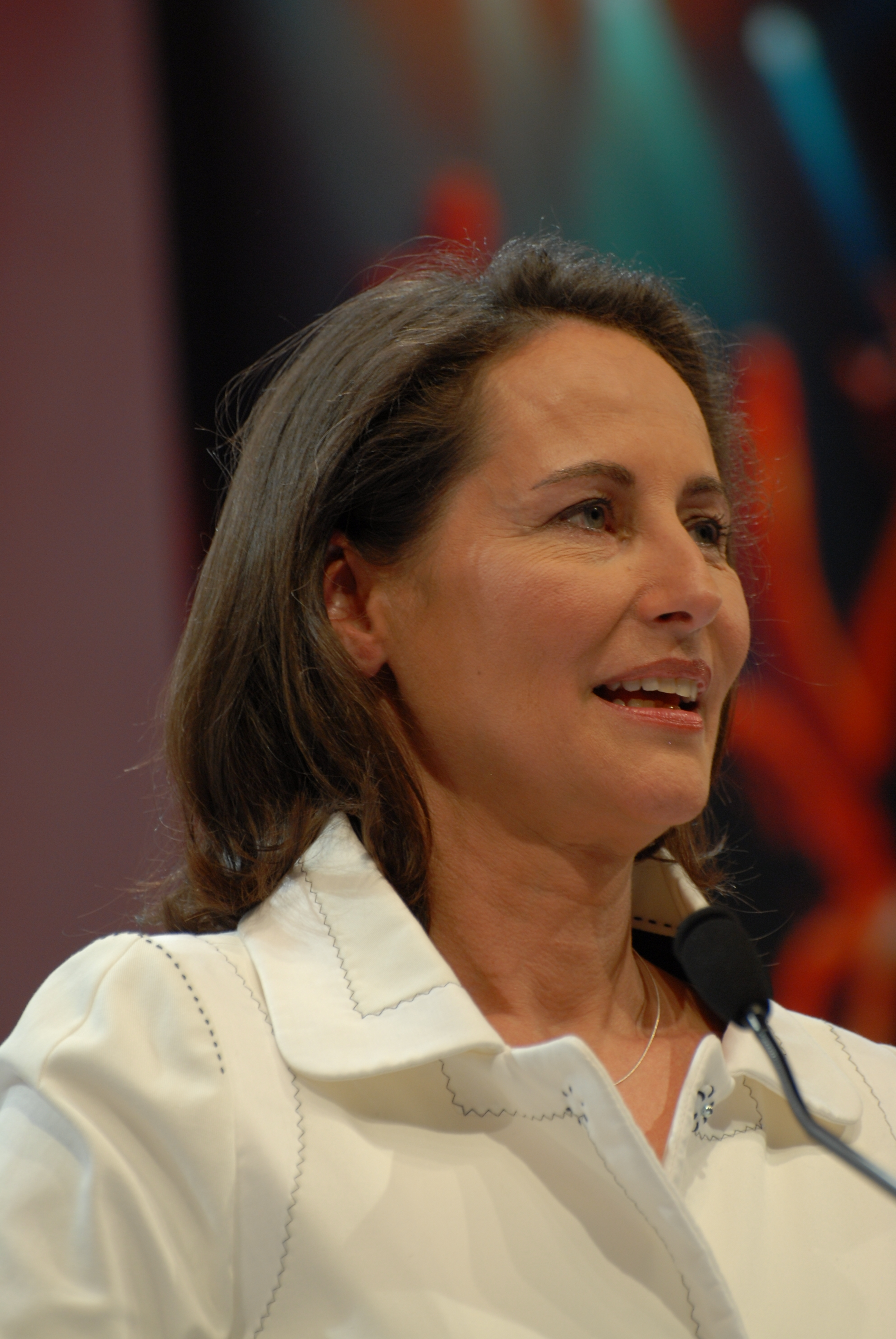
Ségolène Royal az elnökválasztási kampányban

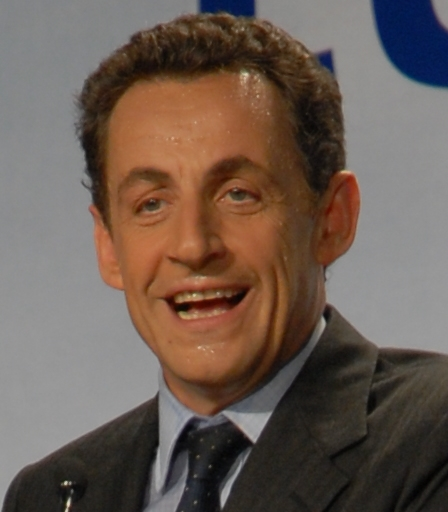
Nicolas Sarkozy az elnökválasztási kampányban

Nicolas Sarkozy 2007. évi elnökjelöltségét, majd választási kampányát hosszú felkészülés előzte meg. Figyelembe véve politikusi múltját, nem túlzás azt állítani, hogy szinte kamaszkorától készült az elnöki szerepre. Elnöki ambíciói a Jacques Chirac elnök 1995-ös megválasztását követő 2–3 évben váltak egyértelművé – azzal együtt, hogy mind Sarkozy, mind támogatói nagy része számára is szinte nyilvánvaló volt, hogy a 2002. évi elnökválasztáson még nem fog indulni.
Az RPR – illetve jogutódja, a középjobb gyűjtőpártként 2002 tavaszán megalakult UMP – 2002-ben Chirac elnököt jelölte újra, aki a második fordulóban a szélsőjobboldali Jean-Marie Le Pennel szemben több mint 80% szavazatot kapott. Az újraválasztás körülményei Chirac politikai hatalmának gyengülését eredményezték. Chirac azért kaphatott ennyi szavazatot, mert az első választási fordulónak példátlan megosztottsággal nekifutó baloldal jelöltjei közül mindegyikre kevesebben szavaztak, mint a Nemzeti Frontot (Front National) képviselő Le Penre, aki még az 1997 és 2002 között a miniszterelnöki posztot betöltő Lionel Jospint is megelőzte. Mivel a második fordulóba az első fordulóban élen végzett két jelölt jut tovább, a baloldali szavazók jó része kénytelen-kelletlen Chiracra adta voksát.
Az elnökválasztásból, majd az azt követő, az UMP által megnyert nemzetgyűlési választásokból érdekes módon az új kormányfő, Jean-Pierre Raffarin első kabinetjében a belügyminiszteri posztot betöltő Nicolas Sarkozy profitált a legtöbbet. Világossá vált, hogy miközben a baloldal túlzottan megosztott, a szélsőjobboldal stabilan kb. 4–5 millió választóra számíthat. Sarkozy – akit mérvadó elemzők nem ok nélkül a legügyesebb médiapolitikusnak tartanak –, jó érzékkel ismerte fel és használja ki a francia politika mezőnek ezt a sajátos megosztottságát. Szemben a jobbközép pártoknak a szélsőjobboldalt elszigetelni igyekvő gyakorlatával és retorikájával, Sarkozy kísérletet tett a Nemzeti Front választóinak a megnyerésére. Miközben a választott testületekben (önkormányzatok, regionális tanácsok stb.) az UMP továbbra sem működött együtt a szélsőjobboldallal, Sarkozy nyilatkozataiban megjelentek a korábban szinte kizárólag a Le Pen vezette párt által hangoztatott szólamok. Ezek között kiemelt helyet foglal el a bevándorlási politika, a köztörvényes bűnözőkkel szembeni határozottabb rendőri fellépés, a nemzeti identitás sajátos, a francia republikánus hagyományokhoz képest újszerű (kritikusai szerint „kirekesztő”) értelmezése.
A Sarkozy által képviselt diskurzus lényegét persze nem ezen témák előtérbe helyezése jelenti, hiszen a francia közéletben a '70-es évek óta jelen lévő problémákról van szó. Sarkozy sokkal inkább a bevándorlás, a bűnözés, a nemzeti identitás stb. kérdései között általa felfedezni vélt oksági kapcsolatok hangsúlyozása révén számít újítónak – de annak is csak a jobbközépen, hiszen a Nemzeti Front már évtizedekkel korábban ugyanezeket az „összefüggéseket” helyezte programja előterébe. Sarkozy belügyminiszteri kinevezésétől munkálkodik egy, a radikális jobboldaltól a centrumig (sőt, a baloldalig) nyúló választói bázis konszolidálásán – amint a 2002 és 2007 között eltelt öt év igazolja, egyre sikeresebben. Többször deklarálta is, hogy a „Nemzeti Front választóinak elcsábításáról álmodik”.
A 2005. év végén a francia nagyvárosokat hetekig szinte megbénító külvárosi zavargások során tett nyilatkozatai, a rendőri erők által végrehajtott akciók (és azok médiabeli „tálalása”) mind értelmezhetők a szélsőjobboldali választók megnyerésére tett kísérlet részeként.
Ezzel együtt Sarkozy nem helyezte át politikájának súlypontját a szélsőjobbra – hiszen ez saját ellehetetlenülésével járt volna. Sokkal inkább arra törekedett – főleg a 2007. évi elnökválasztás közeledtével –, hogy minél több társadalmi csoport számára fogalmazzon meg vonzó üzeneteket. Ennek érdekében tanácsadói professzionálisan használták a közvéleménykutatásokat (a francia közvéleménykutató intézetek közül például az Ipsos hagyományosan sok megrendelést kap Sarkozy és az UMP részéről), ügyesen aknázták ki a Sarkozynak egyes médiakonszernek tulajdonosaival és csúcsvezetőivel több évtizede tartó baráti (ügyvédi irodája révén pedig üzleti) kapcsolataiban rejlő lehetőségeket, valamint kétségtelen debattőri, szónoki képességeit. Szinte nincs olyan társadalmi réteg, amelyik számára Sarkozy ne fogalmazott meg vonzó ígéreteket. A külvárosokban szerény körülmények között élők számára a közbiztonság erősítését, az agresszív elemekkel való leszámolást, a „zéró toleranciát” hangsúlyozta. (Ezeket a diskurzusokat érdekes megvilágításba helyezi az a tény, hogy belügyminisztersége alatt a bűnözési mutatók nem javultak, sőt romlottak.) Az alacsony fizetésű munkás- illetve szolgáltatói rétegek számára magasabb jövedelmet ígért a szocialista kormány által 1997-et követően bevezetett 35 órás munkahét „adminisztratív akadályainak” lebontásával. A jelszó: „dolgozz többet, hogy többet keress”.
Mivel ez a megközelítés a megélhetési problémák jó részét a „kreatív energiákat gúzsba kötő” állami túlszabályozás rovására írja, a Sarkozy által használt formula az őt támogató nagyvállalati vezetőknek sem volt ellenére. Szintén a szociálisan hátrányos helyzetűeknek sulykolt üzenet volt, hogy megválasztása esetén öt éven belül 5%-ra fogja leszorítani a munkanélküliséget. A rendpárti nosztalgiákra fogékony csoportok számára 2007. április 29-én a párizsi Bercy sportcsarnokban megtartott nagygyűlésén „1968 májusa örökségének eltörlését” ígérte. Azonban nem minden kockázat nélküli szónoki fordulat a mai francia társadalom legfőbb gondjaiért a '68 májusi diáklázadás szellemét okolni. Végül a 2002-t követő évek következetlen szocialista párti politikája miatt elbizonytalanodott mérsékelt baloldali szavazóknak a Jaurès és Blum által képviselt „nemes baloldali hagyományok” megtartását ígérte.
Sarkozy addigi stratégiájának sikerét jelezi, hogy az elnökválasztás 2007. április 22-én megtartott első fordulójában a legtöbb (kb. 31%-nyi) szavazatot ő kapta, kiugróan magas (84%-os) részvétel mellett. A május 6-án esedékes második fordulóban a szocialista párti Ségolène Royal lett az ellenfele. Az előzmények alapján Sarkozynak valamivel több esélye lehetett a választás megnyerésére, ugyanakkor sok tényező, ha nem is hatott Sarkozy támogatottsága ellen, de fokozta a bizonytalanságot. Az első fordulóban harmadik helyezett, a centrista UDF-et képviselő, és a korábbi hónapokban az egykori szövetséges párttól és személy szerint Sarkozytól magát mindinkább elhatároló François Bayroura szavazó kb. 18%-nyi (több mint 6 millió) választó preferenciáinak alakulása lett a döntő. Szintén sokat számíthatott, hogy az első fordulóban Jean-Marie Le Pent támogató szavazók nem fogadták meg Le Pennek a Nemzeti Front hagyományos május 1-jei felvonulásán elhangzott felhívását, és nem tartózkodtak a szavazástól.
Politikai kommentátorok között szinte általános volt a nézet, hogy ha Sarkozy veszít, vereségét a személye által kiváltott túl sok indulatnak tudhatja be. Ebből a megállapításból következett, hogy a gyenge kampányt folytató szocialista Ségolène Royal esetleges győzelme nem Royal képességei vagy a párt programja, hanem a Sarkozy által kiváltott ellenérzés számlájára lenne írható.
A 2007. május 2-án este több mint két órán keresztül folytatott televíziós elnökjelölti vitában Sarkozy tömören és közérthetően vette sorra elnökjelölti kampányának főbb pontjait. A kampányban korábban nyújtott teljesítménye alapján riválisa, Ségolène Royal a vita előtt könnyű ellenfélnek tűnhetett – ehhez képest a vártnál jobban szerepelt. Sarkozy rutinjához és könnyedségéhez azonban nem férhetett kétség.
Május 6-án dőlt el, hogy Nicolas Sarkozy lett a francia köztársaság 23. elnöke, miután a szocialista Ségolène Royalt a választások második fordulójában legyőzte. A választás végeredménye: 53,06%-46,94%.

## Magyarul megjelent művei
- Vallomások; ford. Lajtai L. László, Haas Lídia, Morvay Zsuzsa; Századvég, Budapest, 2006
- Szenvedélyeim; ford. Kovács Ilona; Antall József Tudásközpont, Budapest, 2021
- Viharos idők. 1.; ford. Magyar Ágnes Zsófia; Századvég, Budapest, 2021

## Elnöki tevékenysége

Sarkozy népszerűségének alakulása 2007 és 2012 között néhány közvélemény-kutató cég vizsgálata szerint

## Bűnügyei
2021. szeptember 30-án egy év letöltendő szabadságvesztésre ítélték a 2012-es elnökválasztási kampányának túlköltekezése miatt. 2024. február 14-én a tényállás helybenhagyásával jogerősen fél év letöltendő és fél év felfüggesztett börtönbüntetésre mérsékelték az ítéletet.
2021 márciusában befolyással való üzérkedés és korrupció miatt nem jogerősen egy év letöltendő és két év felfüggesztett börtönbüntetésre ítélték, mivel 2014-ben meg akarta vesztegetni a semmítőszék egyik bíráját. Az ügyben 2024. december 18-án kimondott jogerős ítélet a tényállás helybenhagyása mellett a letöltendő büntetés helyett nyomkövető viselését szabta ki.
A jogerős ítéletek következtében 2025 júniusában megfosztották a Becsületrendtől, mert azt jogerősen elítélt személy nem viselheti. Ezzel az árulásért elítélt Pétain marsall után a második volt francia elnök lett, akítől visszavonták a kitüntetést.

## Származása
| Nicolas Sarkozy (Párizs, 1955. jan. 28.) politikus | Apja: Sárközy Pál (Budapest, 1928. máj. 5.– 2023. márc. 4.) reklámszakember, festő | Apai nagyapja: Sárközy György (Szolnok, 1896. márc. 16.– Budapest, 1948. jan. 17.) városi tanácsnok                      | Apai nagyapai dédapja: nagybócsai Sárközy György (1862 – Szolnok, 1933. szept. 26.) Szolnok városa alpolgármestere, adóügyi tanácsnok                                                                                    |
| Nicolas Sarkozy (Párizs, 1955. jan. 28.) politikus | Apja: Sárközy Pál (Budapest, 1928. máj. 5.– 2023. márc. 4.) reklámszakember, festő | Apai nagyapja: Sárközy György (Szolnok, 1896. márc. 16.– Budapest, 1948. jan. 17.) városi tanácsnok                      | Apai nagyapai dédanyja: gyöngyösi Juhász Róza (1869 – Szolnok, 1934. aug. 2) |
| Nicolas Sarkozy (Párizs, 1955. jan. 28.) politikus | Apja: Sárközy Pál (Budapest, 1928. máj. 5.– 2023. márc. 4.) reklámszakember, festő | Apai nagyanyja: csáfordi Tóth Katinka (Szolnok, 1902. jan. 12.– 2000)                                                    | Apai nagyanyai dédapja: csáfordi Tóth Imre Gyula (Terézváros, Pest, 1873. szept. 10. – Budapest, 1950. aug. 5.) vármegyei törvényhatósági bizottság és a városi képviselőtestület tagja, a Nemzeti Hitelintézet alelnöke |
| Nicolas Sarkozy (Párizs, 1955. jan. 28.) politikus | Apja: Sárközy Pál (Budapest, 1928. máj. 5.– 2023. márc. 4.) reklámszakember, festő | Apai nagyanyja: csáfordi Tóth Katinka (Szolnok, 1902. jan. 12.– 2000)                                                    | Apai nagyanyai dédanyja: borosjenői Jeney Adél (1878. –Budapest, 1959. ápr 20.) |
| Nicolas Sarkozy (Párizs, 1955. jan. 28.) politikus | Anyja: Andreé Jeanne Mallah (Párizs, 1925. okt. 12.– 2017. dec. 12.)               | Anyai nagyapja: Benédict Mallah Aron Benito Mallah (Szaloniki, 1890. jún. 8. – Neuilly-sur-Seine, 1973) sebész, urológus | Anyai nagyapai dédapja: Mordohai Mallah (? –1913) ékszerész |
| Nicolas Sarkozy (Párizs, 1955. jan. 28.) politikus | Anyja: Andreé Jeanne Mallah (Párizs, 1925. okt. 12.– 2017. dec. 12.)               | Anyai nagyapja: Benédict Mallah Aron Benito Mallah (Szaloniki, 1890. jún. 8. – Neuilly-sur-Seine, 1973) sebész, urológus | Anyai nagyapai dédanyja: Reyne Magriso (1868–1944) |
| Nicolas Sarkozy (Párizs, 1955. jan. 28.) politikus | Anyja: Andreé Jeanne Mallah (Párizs, 1925. okt. 12.– 2017. dec. 12.)               | Anyai nagyanyja: Adéle Bouvier (Lyon, 1891. márc. 5. – Párizs, 1956. febr. 24.)                                          | Anyai nagyanyai dédapja: N. Bouvier gabonanagykereskedő |
| Nicolas Sarkozy (Párizs, 1955. jan. 28.) politikus | Anyja: Andreé Jeanne Mallah (Párizs, 1925. okt. 12.– 2017. dec. 12.)               | Anyai nagyanyja: Adéle Bouvier (Lyon, 1891. márc. 5. – Párizs, 1956. febr. 24.)                                          | Anyai nagyanyai dédanyja: n. a. |

### Francia nyelven
- Nicolas Sarkozy: blog Sarkozy
- Chirac et Sarkozy: Chirac et Sarkozy Actualité Archiválva 2007. május 29-i dátummal a Wayback Machine-ben
- Jacques Chirac et Bernadette Chirac: Actualité
- A választás végeredménye a Le Figaro honlapján

### Magyarul
- Színt váltott Nicolas Sarkozy (Magyar Hírlap elemzés, 2007. január) Archiválva 2007. szeptember 27-i dátummal a Wayback Machine-ben
- Nicolas Sarkozy egy kicsit a miénk is... (nol.hu összeállítás, 2007. március)
- Az elnökválasztás éjszakája
- A nagybócsai Sárközy család Nicolas Sarkozy-t érintő ágának vázlatos története, korrajzzal – 3 részben
- A nagybócsay Sárközy család szolnoki síremléke
- Pál Sarkozy: Tant de Vie, Plon, 2010 ISBN 978-2-259-21139-0
- Tornádó. Nicolas Sarkozy politikai pályája; szerk. Somogyi Zoltán, Szabados Krisztián, közrem. Ujvári András; Political Capital Institute, Budapest, 2005 (Political Capital füzetek)
- Koncz Attila: Miért Sarkozy?; Korona, Budapest, 2007
- Catherine Nay: Sarkozy, avagy A vágy hatalma. Politikusi életrajz; ford. Csabai Tamás; Aeternitas, Felsőörs, 2007 ISBN 978-963-9780-01-9
- Christian Gambotti: Nicolas Sarkozy: államférfi születik; ford. Csaba Emese; Athenaeum, Budapest, 2008
- Alain Perceval: Carla és Nicolas. Az Élysée-palota házaspárja; ford. Király Katalin; Ringier, Budapest, 2008
- Yasmina Reza: Hajnalban, este vagy éjszaka. Sarkozy-portré; ford. Fáber András; Palatinus, Budapest, 2010

## Kapcsolódó szócikk
- Franciaország elnökeinek listája

| Elődje: Jacques Chirac | A Francia Köztársaság elnöke 2007 – 2012 | Utódja: François Hollande |